# Cârligi, Bacău
Cârligi este un sat în comuna Filipești din județul Bacău, Moldova, România. În Cârligi se află un monument istoric, conacul Zarifopol, construit în anul 1850 de către Ștefan Catargi.